# چاه‌غیاث
چاه غیاث روستایی در دهستان دوکوهه بخش سه قلعه شهرستان سرایان استان خراسان جنوبی ایران است. بر پایه سرشماری عمومی نفوس و مسکن در سال ۱۳۹۰ جمعیت این روستا ۲۸۸ نفر (در ۷۰ خانوار) بوده است.